# Projet de centrale nucléaire de Béléné
Pour les articles homonymes, voir Béléné.
Le projet de centrale nucléaire de Béléné vise la construction d'un réacteur sur un site situé à 3 km à l'est de la ville de Béléné, en Bulgarie. Le projet a été abandonné en 2012, puis relancé en 2018.

## Données techniques
Le projet de réacteur retenu WWER-1000/466  était un réacteur à eau pressurisée russe, de troisième génération, semblable à l'EPR d'Areva. Par ailleurs, Areva s'est joint également au projet de construction de la centrale.
Pour Luc Oursel, président d’Areva NP, « nous apportons la technologie la plus moderne et la plus sûre qui soit, et une expérience notable dans les réacteurs de type VVER, pour faire de cette centrale nucléaire l’un des piliers du futur approvisionnement énergétique de la Bulgarie ».
Puissances prévues concernant les tranches 1 et 2 qui sont les seules dont la construction ait repris : puissance brute de 1000 MW, puissance nette de 953 MW.

## Historique

### 1980: premier projet
Le projet de construction d'une deuxième centrale nucléaire en Bulgarie - en complément de celle de Kozlodouï - a été élaboré fin 1980, début 1981, par l'organisme d'État "Energoproekt". La décision de construire cette centrale a été prise par instruction n°9, du 20 mars 1981, du Conseil des ministres. Par décision n°197, du 31 décembre 1981, du bureau du Conseil des ministres, les terrains ont été transférés au ministère de l'énergie afin que y soit construite la centrale électrique nucléaire de Béléné (AEC Béléné).

### 1987: début des travaux
Les travaux de terrassement et de coulage des fondations commencent en 1987, d'après le projet d'"Atomenergoproekt" (Kiev) et d'"Energoproekt" (Sofia) qui prévoit la construction de 4 tranches WWER-1000/V 320. En 1990, environ 40 % de la construction de la 1re tranche a été réalisée et 80 % de l'équipement de base a été livré. Mais le projet est gelé du fait des changements politiques survenant en Bulgarie et en URSS et seuls des travaux de mise en conservation sont effectués.
L'arrêt des réacteurs 3 et 4 de la centrale nucléaire de Kozlodouï est par ailleurs l'une des conditions posées par la Communauté européenne pour l'entrée de la Bulgarie dans celle-ci.
Dans la période 1990-2000 les réacteurs 3 et 4, initialement prévus pour être exploités jusqu'en 2011 et 2013, respectivement, ont subi des améliorations notables de sécurité. Les rapports  de l'AIEA et de la WANO (World Association of Nuclear Operators) ont affirmé qu'il n'existe pas de raisons techniques pour leurs fermetures[réf. nécessaire]. Le gouvernement, fort de ce soutien, a demandé à la Commission Européenne un report sur la fermeture[réf. nécessaire] ; cela c'est avéré impossible, pour des raisons à la fois légales et politiques. Les réacteurs  3 et 4 ont été fermés dans les dernières heures de 2006, juste avant l'adhésion  à l'Union Européenne.

### 2002: second projet
Le projet de construction de la centrale de Béléné est relancé par décision du Conseil des ministres du 22 décembre 2002. Après de nombreuses péripéties, un appel d'offres a abouti, en septembre 2008, à la sélection de l'entreprise allemande RWE pour réaliser la centrale conjointement avec la Compagnie nationale d'électricité bulgare.
Un tremblement de terre a frappé la région à seulement 12 kilomètres de là en 1977, faisant plus de 120 morts. Plusieurs séismes d’intensité supérieure à 4 sur l’échelle de Richter ont à nouveau eu lieu début 2008, dont un a été ressenti dans la ville même de Béléné.   Le coût du projet est estimé à 7-10 milliards d'euros (uniquement 4 milliards pour la construction des réacteurs). L’étude d’impact environnemental du projet est actuellement devant les tribunaux, à la suite d'une plainte portant notamment sur le fait qu'elle n'a pas pris en compte les accidents lourds, les attentats terroristes et le traitement des déchets nucléaires. Son financement a été coordonné par la société française BNP Paribas qui, malgré tous ces risques, a octroyé un prêt de 250 millions d’euros à la compagnie nationale d’électricité bulgare NEK, qui s’apprête à en utiliser la majeure partie pour démarrer les travaux de construction de la centrale. Lors d'une rencontre avec des ONG en 2007, le Directeur général du groupe, Baudouin Prot, s'était pourtant engagé à ne plus s'impliquer dans le projet.

### 2012: remise en cause du projet
En mars 2012, le Premier ministre Boïko Borissov a annoncé que la Bulgarie renonçait au projet de centrale nucléaire à Béléné.
Le référendum du 27 janvier 2013 mobilise très peu d'électeurs, avec un taux de participation d'un peu plus de 20 %. Mais le résultat du vote, majoritairement pour la construction d'un nouveau réacteur, conduit à un réexamen du projet par le parlement.
Le mercredi 27 février 2013, lors du vote découlant du référendum de janvier, le parlement bulgare a de nouveau "enterré" le projet de centrale nucléaire à Belene en votant largement contre (114 voix à 40)

### 2019: relance du projet
En mai 2019, le pays a lancé un appel à projets pour relancer la construction d’une deuxième centrale nucléaire à Béléné, à l’ouest de Kozlodoui, devant accueillir deux réacteurs russes VVER-1000/V-466 (1000 MW). Sept groupes, dont le chinois CNNC, le russe Rosatom et le sud-coréen KHNP ont déposé des offres,.
En juin 2020, Rosatom a conclu des protocoles d'accord avec Framatome et General Electric ; les trois entreprises veulent participer ensemble à l’appel d’offres pour la construction de la centrale nucléaire de Béléné. Framatome serait le partenaire de référence des systèmes de contrôle de processus automatisés de la centrale et GE Steam Power interviendrait sur le groupe turbo-alternateur. Framatome collabore déjà avec Rosatom sur le projet nucléaire hongrois PAKS-2 et sur le projet finlandais Hanhikivi-1. Le parlement bulgare a décidé en 2018 de relancer les recherches d’investisseurs et la procédure de sélection d’un investisseur stratégique pour la centrale de Béléné a été publiée le 22 mai 2019.